# 蓮如賞
蓮如賞（れんにょしょう）は一般財団法人本願寺文化興隆財団（理事長・大谷暢順）が1998年に蓮如の没後500年を記念として、1994年に創設した文学賞である。受賞者には正賞・記念品と副賞・200万円が贈呈される。また、第2回と第3回は優秀作品として受賞され、他は受賞作品である。当初は新人賞として公募していたが、第8回から、二年に一度、既成作家の作品に与えられるようになった。

## 選考委員
初期～第7回目まで
- 梅原猛（哲学者）
- 五木寛之（作家）
- 藤原新也（写真家）
- 中沢新一（宗教学者）

第8回目以降
- 梅原猛（哲学者）
- 三浦朱門（作家）※2017年死去
- 柳田邦男（ノンフィクション作家）
- 山折哲雄（宗教学者）

## 受賞歴
- 第1回（1994年度）
  - 渡辺千尋『ざくろの空頓珍漢人形伝記』（河出書房新社）

- 第2回（1995年度）
  - 小沢美智恵『嘆きよ、僕をつらぬけ』（河出書房新社）
  - 優秀作：道下匡子『ダスビダーニャ、わが樺太』（河出書房新社）

- 第3回（1996年度）
  - 新妻香織『楽園に帰ろう』（河出書房新社）
  - 末永直海『薔薇の鬼ごっこ』（河出書房新社）

- 第4回（1997年度）
  - 劉岸麗『風雲北京』（河出書房新社）

- 第5回（1998年度）
  - 久我なつみ『フェノロサと魔女の町』（河出書房新社）

- 第6回（1999年度）
  - クリストファー遙盟・ブレィズデル『尺八オデッセイ-天の音色に誘われて-』（河出書房新社）

- 第7回（2001年度）
  - 関岡英之『汝自身のために泣け』（河出書房新社）
  - 奨励賞：寺田ふさ子『黄沙が舞う日』（河出書房新社）

- 第8回（2003年度）
  - 田辺聖子『姥ざかりの花の旅傘』（集英社）

- 第9回（2005年度）
  - 三木卓『北原白秋』（筑摩書房）

- 第10回（2007年度）
  - 出口裕弘『百歳の異端児 坂口安吾』（新潮社）

- 第11回（2009年度）
  - 三田村雅子『記憶の中の源氏物語』（新潮社）

- 第12回（2011年度）
  - 芳賀徹『藝術の国日本　画文交響』（角川学芸出版）

- 第13回（2013年度）
  - 岩橋邦枝『評伝　野上彌生子』（新潮社）

- 第14回（2015年度）
  - 平川祐弘『西洋人の神道観－日本人のアイデンティティーを求めて』（河出書房新社）

- 第15回（2017年度）
  - 今野勉『宮沢賢治の真実 修羅を生きた詩人』（新潮社）

- 第16回（2019年度）
  - 若松英輔『小林秀雄　美しい花』（文藝春秋）